# Шютцендорф, Лео
Ле́о Шютцендо́рф (нем. Leo Schützendorf; 7 мая 1886, Кёльн, Германская империя — 16 декабря 1931, Берлин, Германия) — немецкий оперный певец (бас, исполнял также партии для баритона) и артист оперетты. Каммерзенгер Берлинской государственной оперы. Брат баритона Густава Шютцендорфа.

## Биография
В 1904 году начал обучение в Кёльнской консерватории, в 1908 году дебютировал в оперном театре Дюссельдорфа. Исполнял басовые партии, в частности барона Окса в «Кавалере розы» и Альбериха в «Золоте Рейна». С 1912 по 1915 год — в оперном театре Дармштадта.
Во время Первой мировой войны был призван на военную службу, участвовал в боях и пережил сильные нервные потрясения, оставившие отпечаток на его характере на всю жизнь. Впоследствии он несколько раз был вынужден прерывать певческую карьеру из-за приступов ярости, а после того, как ему был поставлен диагноз «паранойя», Шютцендорф некоторое время добровольно находился под врачебным наблюдением.
В 1919 году певец подписал контракт с Венской государственной оперой, но уже через год покинул этот театр из-за недостатка ролей.
С 1 сентября 1920 года Шютцендорф — в труппе Берлинской государственной оперы, где имел очень большой успех в ролях барона Окса, Осмина («Похищение из сераля» Моцарта), Бартоло («Севильский цирюльник» Россини), Лепорелло («Дон Жуан» Моцарта), Фигаро («Свадьба Фигаро» Моцарта) и Клингзора («Парсифаль» Вагнера).
В конце 1920-х годов сосредоточился в основном на оперетте, что и стало причиной его ухода из Берлинской оперы.
В дальнейшем выступал на театральных сценах, принадлежавших братьям-коммерсантам Фрицу и Альфреду Роттерам, исполнял партии в «Прекрасной Елене» и «Сказках Гофмана» Оффенбаха, «Цыганском бароне», «Летучей мыши» Штрауса и ряде других.
После одного из выступлений потерял сознание в гримёрной и спустя несколько дней умер.

## Творчество
Шютцендорф обладал широким вокальным диапазоном, который позволял ему исполнять как басовый, так и баритональный репертуар.
22 февраля 1924 года состоялся его дебют в партии Бориса Годунова в опере Мусоргского, что было воспринято как событие в музыкальном мире Европы.
14 декабря 1925 года Шютцендорф исполнил заглавную партию на мировой премьере оперы Альбана Берга «Воццек», герой которой, как и сам певец, — страдающий расстройством сознания солдат.
Имел успех также как исполнитель немецких романсов (lieder).

## Признание
В 1966 году в Германии отметили 80-летие со дня рождения Лео Шютцендорфа, открыв памятник певцу в Берлине и присвоив его имя одной из улиц.